# Église de l'Immaculée-Conception de Yalta
L'église de l'Immaculée-Conception-de-la-Très-Sainte-Vierge-Marie (Римско -Католический Храм Непорочного Зачатия Пресвятой Девы Марии) est une église catholique située à Yalta en Crimée. Elle se trouve au n° 25 rue Pouchkine, en plein centre-ville. Elle a été fondée en 1898.

## Histoire
À la fin des années 1880, la communauté catholique de Yalta, port et station de villégiature en pleine expansion, se composait d'environ 500 personnes qui se rassemblaient pour la prière dans une petite maison de bois. Le père Mikołaj Suchodolski était le premier prêtre catholique de l'ouïezd de Yalta. La paroisse était multinationale et comprenait surtout des Polonais, des Allemands et des Lituaniens de l'Empire russe, et aussi quelques descendants de Tchèques installés en Crimée et des commerçants français et italiens. Les offices étaient alors tous célébrés en latin, langue liturgique avant les réformes du concile Vatican II.
En 1888, la communauté s'adressa au ministère russe de l'Intérieur, demandant l'autorisation de construire une chapelle catholique dans la ville. Le permis de construire n'est reçu que dix ans plus tard, en 1898. L'on fait appel à l'architecte russe Nikolaï Krasnov, auteur des plans du palais impérial de Livadia, en collaboration avec l'architecte Komornitsky. La construction s'est déroulée avec beaucoup de difficulté en raison du manque de fonds. La petite église est de style gothique flamboyant avec une rosace sur la façade ouest.
Les services ont commencé à avoir lieu en 1898 et les paroissiens, avec le soutien du maire Trepov, ont continué à réunir des fonds pour achever la construction. Le curé était l'abbé Raphaël Schaefer. On sait aussi qu'en 1913 Matveï Gudaitis était l'administrateur de la paroisse (marguiller).
Le 20 octobre 1927, une commission, examinant le bâtiment après un tremblement de terre, trouve des fissures et du plâtre endommagé. L'église est fermée et à la fin des années 1920, le clocher est démoli et les cloches fondues; la communauté catholique est dissoute par les autorités communistes athées. Dans le même temps, toutes les églises catholiques de Crimée sont également fermées. Au début des années 1930, un gymnase et un stand de tir fonctionnent dans le bâtiment et, à partir de 1945, l'édifice sert de dépôt au musée d'histoire régionale.
En 1988, des travaux de restauration commencent pour faire de l'édifice une salle de concert de musique d'orgue et de musique de chambre. Il est question de restituer l'église à la communauté catholique après la chute de l'URSS, lorsqu'une douzaine de personnes s'y réunissent pour une prière collective, le 6 octobre 1991. Le 20 octobre suivant, l'abbé Zygmunt Kozar y célèbre une première messe, tandis que les concerts se poursuivent régulièrement.
Le 25 février 1993, le bâtiment de l'église est rendu à la paroisse catholique de Yalta et, le 28 mars 1993, l'évêque du diocèse de Kamenets-Podolsk, Jan Olchansky (Olczański), consacre l'église. Des concerts d'orgue y sont toujours donnés pour le public.
Les messes ont lieu en russe , en ukrainien et en polonais.

## Photographies

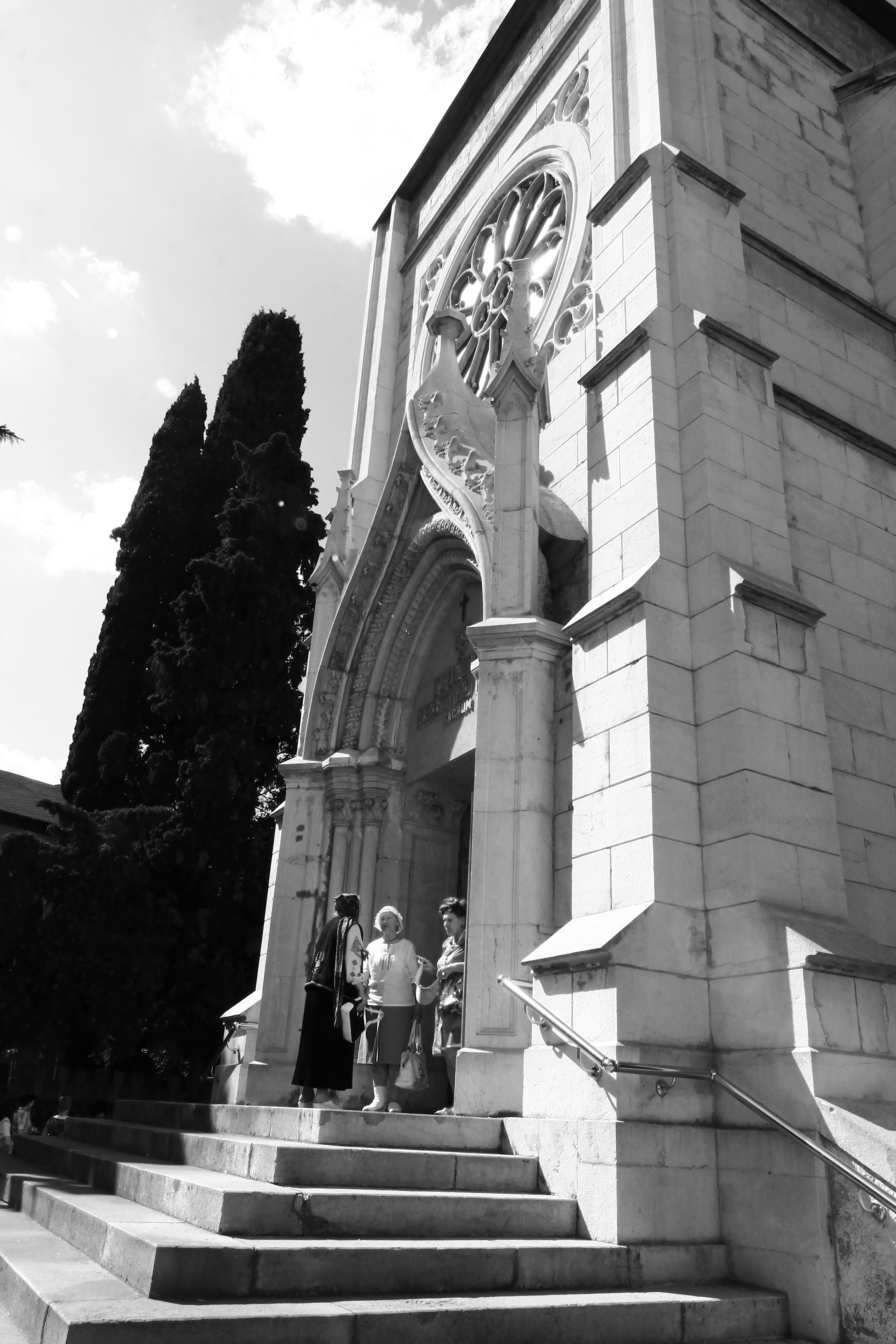
Le portail
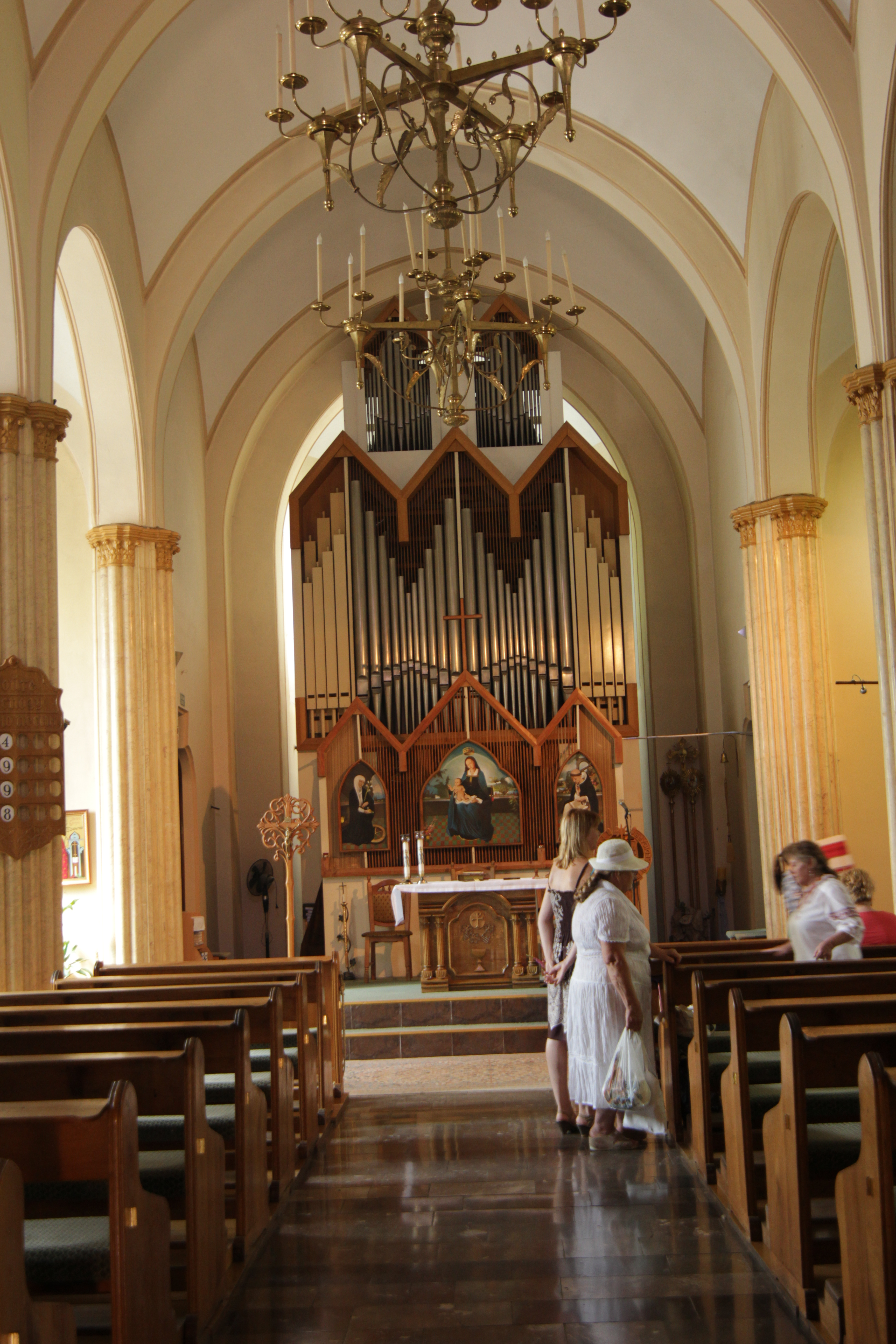
L'intérieur
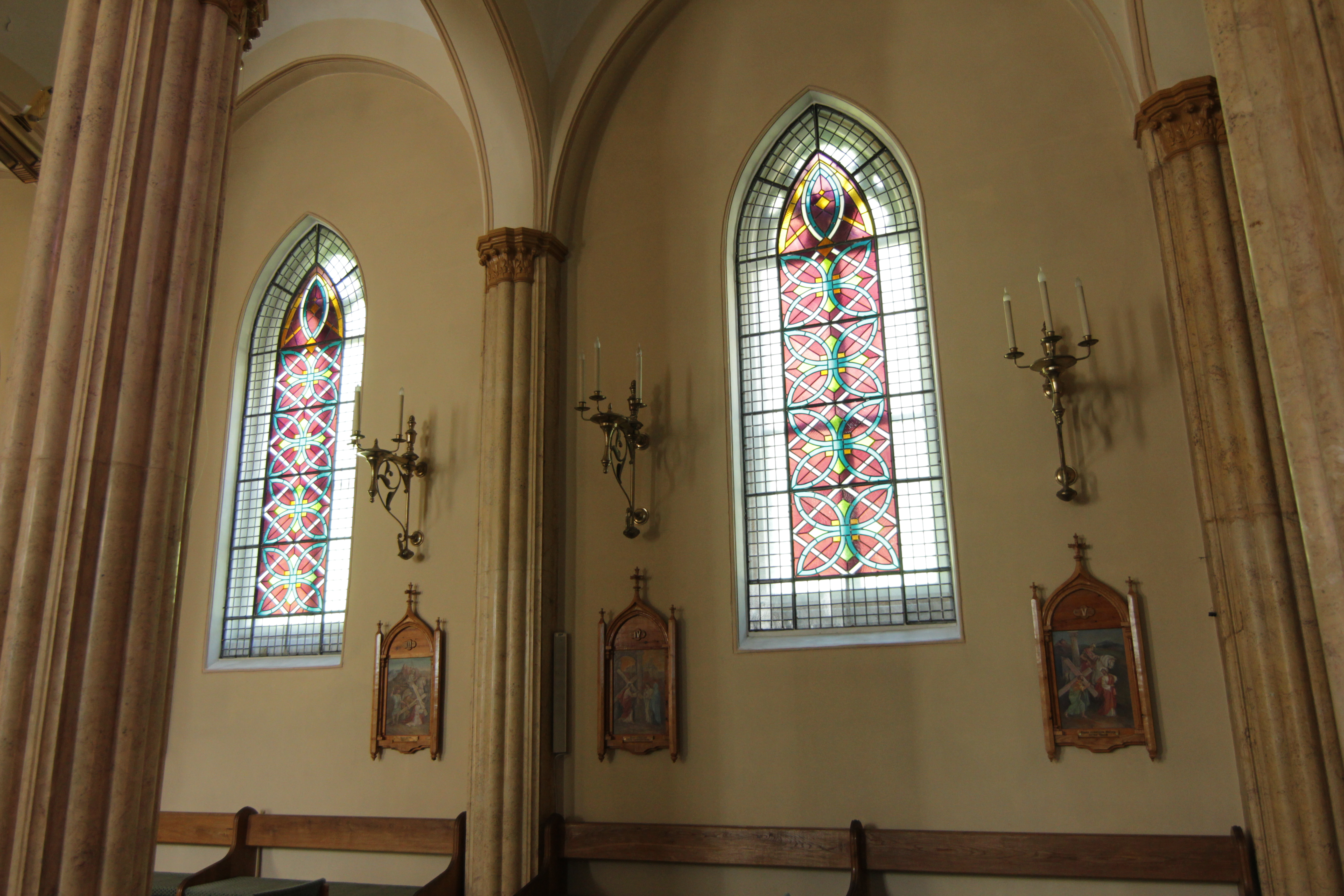
Les vitraux